# Plymouth Argyle FC
Plymouth Argyle FC är en engelsk professionell fotbollsklubb i Plymouth, grundad 1886. Klubbens hemmamatcher spelas på Home Park. Främsta smeknamn är The Pilgrims. Klubben spelar sedan säsongen 2025/2026 i League One.

## Historia

Klubbens ligaplaceringar från och med 1920.

Klubben grundades 1886 som Argyle FC. Namnets ursprung är oklart, men troligen kom det av en gata som hette Argyle Terrace. När klubben blev professionell 1903 ändrades namnet till Plymouth Argyle FC.
1920 gick klubben med i The Football League och första säsongen slutade man på elfte plats i Third Division.
Plymouth har aldrig spelat i högsta divisionen. Bästa placering är en fjärdeplats i näst högsta divisionen Second Division säsongerna 1931/32 och 1952/53. Sämsta placering sedan klubben gick med i The Football League är fjärde sist i fjärde högsta divisionen 2011/12 och 2012/13.
I FA-cupen har klubben som längst gått till semifinal 1983/84, och det gjorde man även i Ligacupen 1964/65 och 1973/74.

## Meriter

### Liga
- League One eller motsvarande (nivå 3): Mästare 1929/30 (South), 1951/52 (South), 1958/59, 2003/04, 2022/23
- League Two eller motsvarande (nivå 4): Mästare 2001/02
- Southern Football League: Mästare 1912/13
- Western Football League: Mästare 1904/05

### Cup
- FA-cupen: Semifinal 1983/84
- Ligacupen: Semifinal 1964/65, 1973/74

## Svenska spelare
| Namn           | År        | Matcher | Mål |
| -------------- | --------- | ------- | --- |
| Bojan Djordjic | 2005–2007 | 39      | 4   |
| Rami Al Hajj   | 2024–2025 | 28      | 3   |

Notera att endast ligamatcher är medräknade

## Spelartrupp
| 1  | Nordirland | Conor Hazard       | 5 mars 1998      | Celtic (-23)       |
| 13 | England    | Zak Baker          | 19 november 2004 | Plymouth Argyle FC |
| 21 | England    | Luca Ashby-Hammond | 25 mars 2001     | Fulham (-25)       |

| 3  | Skottland | Jack MacKenzie    | 7 april 2000      | Aberdeen (-25)          |
| 5  | Spanien   | Julio Pleguezuelo | 26 januari 1997   | FC Twente (-23)         |
| 6  | Ungern    | Kornél Szűcs      | 24 september 2001 | Kecskemét (-24)         |
| 8  | England   | Joe Edwards       | 31 oktober 1990   | Walsall (-19)           |
| 15 | England   | Alex Mitchell     | 7 oktober 2001    | Charlton Athletic (-25) |
| 22 | Zimbabwe  | Brendan Galloway  | 17 mars 1996      | Luton Town (-21)        |
| 29 | England   | Matthew Sorinola  | 19 februari 2001  | Union SG (-24)          |
| 44 | Island    | Victor Pálsson    | 30 april 1991     | Eupen (-24)             |

| 4  | England    | Brendan Wiredu  | 7 november 1999 | Fleetwood Town (-25)      |
| 10 | England    | Xavier Amaechi  | 5 januari 2001  | 1. FC Magdeburg (-25)     |
| 11 | England    | Bali Mumba      | 8 oktober 2001  | Norwich City (-23)        |
| 14 | England    | Ayman Benarous  | 27 juli 2003    | Bristol City (-25)        |
| 17 | Australien | Caleb Watts     | 16 januari 2002 | Exeter City (-25)         |
| 19 | England    | Malachi Boateng | 5 juli 2002     | Heart of Midlothian (-25) |
| 23 | England    | Bradley Ibrahim | 21 oktober 2004 | Hertha BSC (-25)          |
| 24 | England    | Caleb Roberts   | 24 oktober 2005 | Plymouth Argyle FC        |

| 7  | England | Jamie Paterson | 20 december 1991 | Coventry City (-25) |
| 18 | Irland  | Owen Oseni     | 7 maj 2003       | St Mirren (-25)     |
| 25 | Wales   | Freddie Issaka | 28 juli 2006     | Plymouth Argyle FC  |
| 27 | Kanada  | Aribim Pepple  | 25 december 2002 | Luton Town (-25)    |
| 38 | Wales   | Joe Hatch      | 7 september 2006 | Plymouth Argyle FC  |

Not: Spelare i kursiv stil är inlånade.

### Utlånade spelare
| Nr | Land    | Pos | Namn                                          |
| -- | ------- | --- | --------------------------------------------- |
| 30 | Ghana   | MF  | Michael Baidoo (i Umm Salal till 31 maj 2026) |
| 37 | England | F   | Jack Matthews (i Bath City till 31 maj 2026)  |

| Nr | Land    | Pos | Namn                                              |
| -- | ------- | --- | ------------------------------------------------- |
| —  | England | MF  | Callum Wright (i Wigan Athletic till 31 maj 2026) |
| —  | England | F   | Nathanael Ogbeta (i Barnsley till 31 maj 2026)    |